# 天德镇
天德镇，是中华人民共和国辽宁省铁岭市西丰县下辖的一个乡镇级行政单位。

## 行政区划
天德镇下辖以下地区：
桦木村、金谷村、天来村、如意村、复兴村、鹤鸣村、长虹村、雅言村、天德村和德丰村。